# Clifford J. Rogers (schip, 1955)
De Clifford J. Rogers was het eerste containerschip ter wereld. Het werd gebouwd door de Vickers-werf in Montreal voor White Pass & Yukon Route. Het voer op de route North Vancouver-Skagway, waar het aansloot op de treinverbinding van White Pass. Het kon 600 containers vervoeren. Deze waren echter nog niet van de huidige afmetingen. In 1965 werd het schip vervangen door de Frank H. Brown.
Rond 1967 werd ze verkocht aan Marine Chartering in San Francisco, maar werd geregistreerd in Londen, en ging varen tussen New Orleans en centraal Amerikaanse havens. Ook wel in Micronesia met uitstapjes naar Nieuw-Zeeland.
Vier maanden later maakte Ideal X van Malcom McLean de eerste reis. Dit schip wordt abusievelijk vaak als eerste containerschip genoemd.
In 1968 wilde de eigenaren haar verkopen en voer daarvoor naar Hongkong, maar daar waren geen kopers en vroeg in 1969 voer het schip onder een nieuwe gezagvoerder terug naar New Orleans en deed onderweg zoveel mogelijk lading op.
Halverwege werd het schip door Jardines gekocht vanwege de lading timmerhout uit Borneo, en die moest in Hong Kong afgeleverd worden. Het werd een reisje van zo'n 29.600 zeemijlen waarbij maar 6 dagen in ballast werd gevaren. De grootste afstand maar op één motor, vanwege een slecht lager. 9,5 knopen op één /11,25 knopen op twee motoren, maar er werd verschrikkelijk veel brandstof mee bespaard.
Terug in Hong Kong bleek dat Marine Chartering de meeste handel in timmerhout van Jardines had overgenomen, dus Jardines besloot het schip vanuit Los Angeles te laten varen – met eigen bemanning. Maar op het moment dat Clifford J. Rogers daar aankwam, werd het verhuurd om weer te gaan varen in de Golf van Mexico.
Het schip werd verkocht aan Griekse eigenaren en kreeg de naam Lampsia en werd gewoon weer verhuurd aan Marine Chartering. Later werd het schip weer vernoemd: Drosia. Het leed in 1975 in slecht weer schipbreuk, waarbij acht van de vijftien bemanningsleden het leven lieten.